# Marnac
Marnac település Franciaországban, Dordogne megyében. Lakosainak száma 179 fő (2022. január 1.). Marnac Berbiguières, Saint-Germain-de-Belvès, Siorac-en-Périgord és Coux-et-Bigaroque-Mouzens községekkel határos.

## Népesség
A település népességének változása:
| Lakosok száma | 196  | 175  | 185  | 198  | 186  | 186  | 188  | 186  | 183  | 179  |
|               | 1968 | 1982 | 1990 | 2006 | 2013 | 2015 | 2017 | 2019 | 2020 | 2022 |